# Buttes Chaumont (Métro Paris)

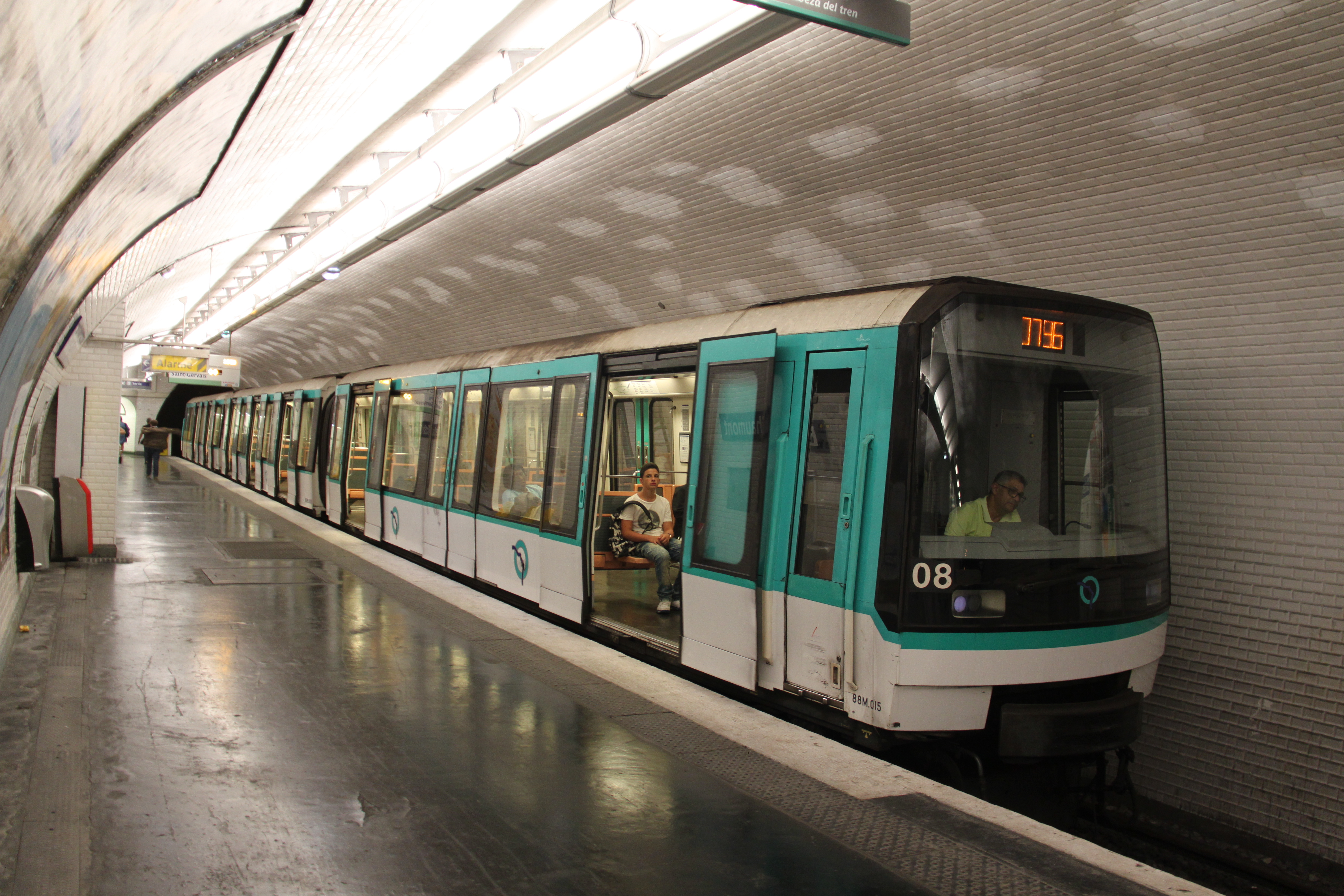
MF-88-Zug in der Station Buttes Chaumont

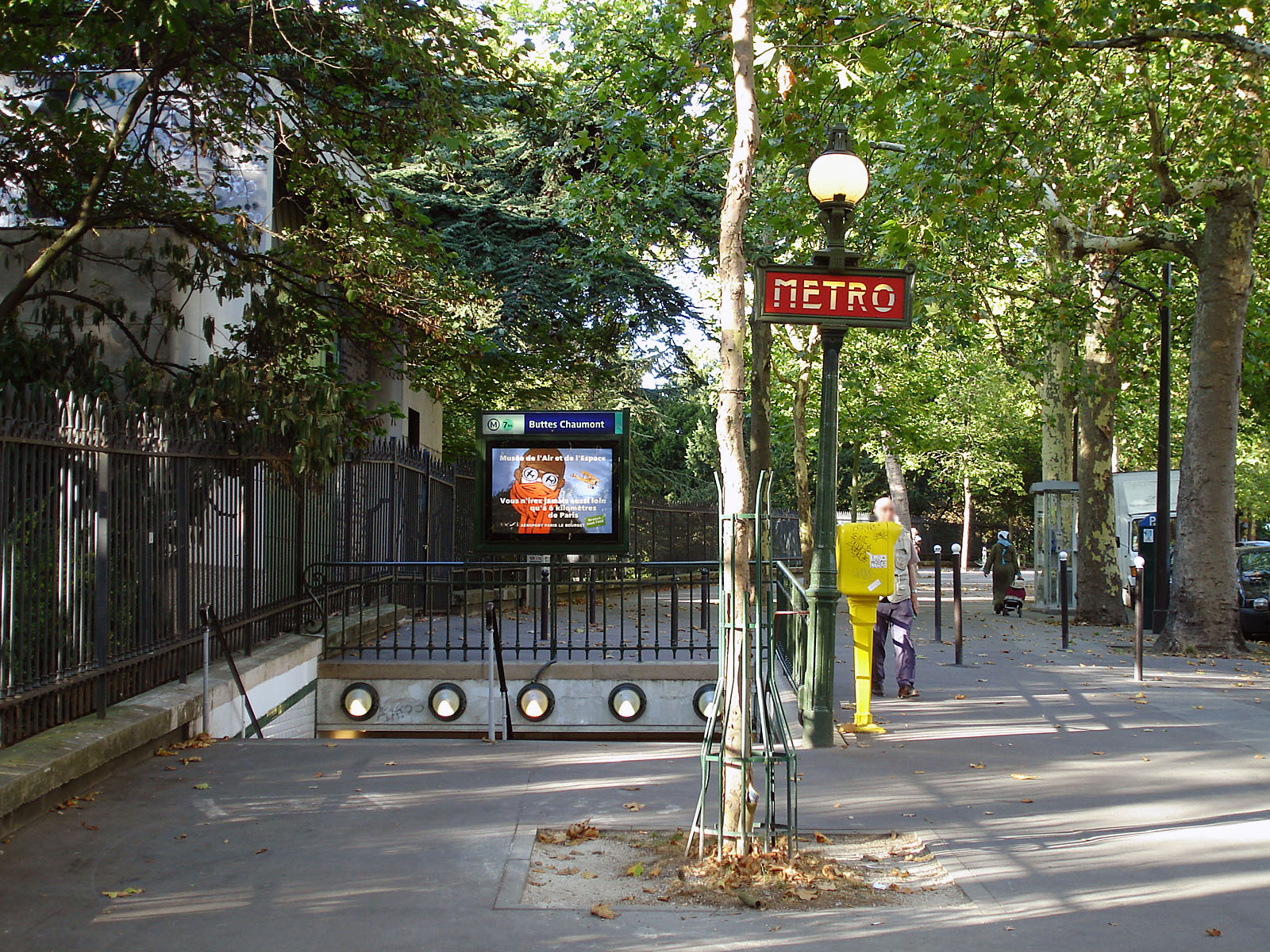
Zugang mit Art-déco-Kandelaber

Buttes Chaumont [byt ʃomɔ̃] ist eine unterirdische Station der Linie 7bis der Pariser Métro. Sie gehört zu den U-Bahnhöfen mit dem geringsten Fahrgastaufkommen im Métronetz.

## Lage
Die Station befindet sich im Quartier du Combat des 19. Arrondissements von Paris. Sie liegt unter der Rue Botzaris am Rand des Landschaftsgartens Parc des Buttes-Chaumont.

## Name
Namengebend ist der Parc des Buttes-Chaumont, der von Georges-Eugène Haussmann angelegt und 1866–1867 von Jean-Charles Alphand und Jean-Pierre Barillet-Deschamps gestaltet wurde. Er liegt auf den einst kahlen Hügeln (französisch buttes) von Belleville, die „Monts chauves“ (kahle Berge) genannt wurden. Daraus entwickelte sich die Bezeichnung „Chaumont“.

## Geschichte
Die heutige Linie 7bis wurde am 18. Januar 1911, als Zweigstrecke der am 5. November 1910 eröffneten und damals von Opéra nach Porte de la Villette führenden Linie 7, in Betrieb genommen. Sie führt von deren Zwischenbahnhof Louis Blanc zum in der großen Endschleife „Boucle de Pré-Saint-Gervais“ liegenden Endbahnhof Pré-Saint-Gervais. Die Station Buttes Chaumont wurde zunächst ohne Halt durchfahren, sie ging erst am 13. Februar 1912 in Betrieb.
In der ersten Zeit wurde die Strecke autonom betrieben. Nach wenigen Monaten wurde der Betrieb dahingehend umgestellt, dass die Züge der Linie 7 von Opéra bis Louis Blanc, und von dort abwechselnd auf den beiden äußeren Streckenästen verkehrten. Diese Betriebsform hielt sich bis zum 3. Dezember 1967. Ab jenem Tag wurde die Strecke – wegen des weit höheren Fahrgastaufkommens auf dem anderen Ast – wieder separat betrieben und erhielt die aktuelle Linienbezeichnung.

## Beschreibung
Die Station liegt für Pariser Verhältnisse ungewöhnlich tief. Ihre Bahnsteige befinden sich 31 m unter der Oberfläche, die Aufzüge, die einen Höhenunterschied von knapp 29 m überwinden, sind die längsten im Netz der Métro.
Sie ist 75 m lang und hat Seitenbahnsteige an zwei Streckengleisen. Zwischen den Gleisen stützt eine massive, an mehreren Stellen durchbrochene Mauer die beiden Deckengewölbe ab. Den einzigen Zugang markiert ein von Adolphe Dervaux im Stil des Art déco entworfener Kandelaber.

## Fahrzeuge
Im Juli 1980 wurden die bis dahin auf der Linie verkehrenden Sprague-Thomson-Züge, die dort zuletzt nur mit vier Wagen verkehrten, innerhalb weniger Wochen durch solche der Baureihe MF 67 ersetzt. Die MF 67 „F“ liefen zunächst in der klassischen Konfiguration als Fünf-Wagen-Züge und wurden später durch Vier-Wagen-Züge der Bauserie „E“ abgelöst.
Seit Januar 1994 ist die kurze Linie 7bis die einzige im Netz der Pariser Métro, die – nach einer Übergangszeit bis zum 30. Dezember 1994 ausschließlich – von der nur neun Drei-Wagen-Züge umfassenden Baureihe MF 88 befahren wird.